# Kate & Anna McGarrigle (album)
Kate & Anna McGarrigle je první studiové album kanadského sourozeneckého dua Kate & Anna McGarrigle, vydané v roce 1975 u vydavatelství Warner Bros. Records. Album produkovali Joe Boyd a Greg Prestopino a hrají na něm například Lowell George, Tony Levin, Steve Gadd, Bobby Keys, Hugh McCracken nebo David Grisman.

## Seznam skladeb
| Pořadí | Název                         | Autor                                 | Délka |
| ------ | ----------------------------- | ------------------------------------- | ----- |
| 1.     | Kiss and Say Goodbye          | Kate McGarrigle                       | 2:47  |
| 2.     | My Town                       | Anna McGarrigle                       | 2:57  |
| 3.     | Blues in D                    | Kate McGarrigle                       | 2:43  |
| 4.     | Heart Like a Wheel            | Anna McGarrigle                       | 3:08  |
| 5.     | Foolish You                   | Wade Hemsworth                        | 3:02  |
| 6.     | Talk to Me of Mendocino       | Kate McGarrigle                       | 3:08  |
| 7.     | Complainte pour Ste-Catherine | Anna McGarrigle, Philippe Tatartcheff | 2:48  |
| 8.     | Tell My Sister                | Kate McGarrigle                       | 3:37  |
| 9.     | Swimming Song                 | Loudon Wainwright III                 | 2:26  |
| 10.    | Jigsaw Puzzle of Life         | Anna McGarrigle                       | 2:29  |
| 11.    | Go Leave                      | Kate McGarrigle                       | 3:19  |
| 12.    | Travellin' on for Jesus       | tradicionál                           | 2:42  |

## Obsazení
- Kate McGarrigle – zpěv, klavír, kytara
- Anna McGarrigle – zpěv, klávesy, banjo, akordeon
- Tony Levin – baskytara
- Steve Gadd – bicí
- Jay Ungar – housle
- Lowell George – kytara
- David Spinozza – kytara
- Greg Prestopino – kytara
- Hugh McCracken – kytara
- Tony Rice – kytara
- Amos Garrett – kytara
- Andrew Gold – kytara
- Chaim Tannenbaum – kytara
- Red Callender – baskytara
- David Grisman – mandolína
- Joel Tepp – harmonika, klarinet
- Peter Weldon – banjo, doprovodné vokály
- Floyd Gilbeau – housle
- Bobby Keys – tenorsaxofon
- Plas Johnson – altsaxofon, klarinet
- Nick DeCaro – akordeon
- Russ Kunkel – bicí
- Dane Lanken – doprovodné vokály